# أبورلان
أبورلان هي بلدية ساحلية تقع في الجزء الجنوبي من مقاطعة بالاوان في الفلبين، على الساحل الغربي للجزيرة، حيث تطل على بحر سولو، تتميز بمزيج من البيئات الطبيعية الخلابة والمناطق الريفية الهادئة، مما يجعلها وجهة مثالية للسياحة البيئية والأنشطة البحرية.

## الإقتصاد والسياحة
يعتمد اقتصاد أبورلان بشكل رئيسي على الزراعة، إذ تشتهر بزراعة الأرز والذرة وجوز الهند، إضافة إلى صيد الأسماك وتربية الأحياء المائية. في السنوات الأخيرة، بدأت السياحة تأخذ مكانًا متزايد الأهمية في النشاط الاقتصادي، بفضل الشواطئ النقية، والغابات الكثيفة، والأنهار الصافية التي توفر فرصًا للتجديف والرحلات الاستكشافية.
تضم أبورلان عددًا من المواقع السياحية والثقافية، فضلًا عن مؤسسة تعليمية زراعية بارزة هي كلية بالاوان الزراعية، التي تساهم في دعم البحوث والتنمية الزراعية في المنطقة، كما تحتفظ البلدية بطابعها التقليدي الذي يجمع بين الثقافة المحلية والتراث الطبيعي الغني لبالاوان.